# Pera Pedi
Pera Pedi (griechisch Πέρα Πεδί) ist eine Gemeinde im Bezirk Limassol in der Republik Zypern. Bei der Volkszählung im Jahr 2021 hatte sie 141 Einwohner.

## Lage und Umgebung

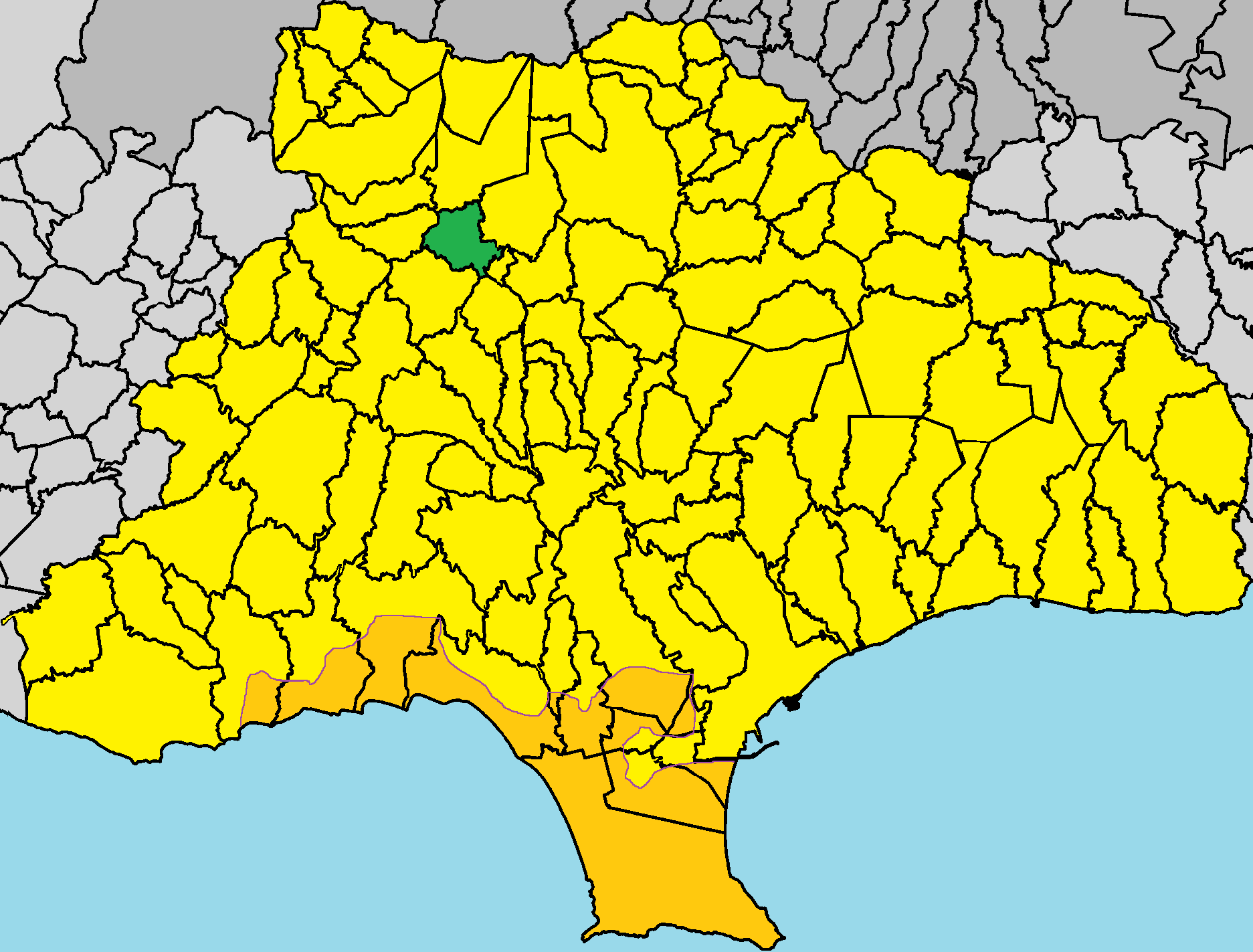
Lage im Bezirk Limassol

Pera Pedi liegt im Süden des Troodos-Gebirges, etwa 35 Kilometer nordwestlich von Limassol und 4 Kilometer südöstlich von Pano Platres, auf einer Höhe von 770 Metern. Es befindet sich größtenteils auf ebenem Boden und ist von Bergen umgeben, deren Höhe zwischen 850 und 1000 Metern liegt. Der Fluss Krios, ein Nebenfluss des Kouris, fließt durch das Dorf. Im Norden grenzt es an Pano Platres, im Nordosten an Moniatis, im Südosten an Kouka und Silikou, im Süden an Kilani und im Westen an Mandria. Außerdem führt durch das Dorf die Straße E802 und verbindet es mit Mandria und Trimiklini.
Pera Pedi hat einen durchschnittlichen jährlichen Niederschlag von rund 800 Millimetern. In der Region werden verschiedene Arten von Reben, Äpfeln, Birnen und anderen Pflanzen angebaut. Es war eine der ersten Städte, in denen Äpfel angebaut wurden.

## Bevölkerungsentwicklung
Laut den in Zypern durchgeführten Volkszählungen erlebte die Bevölkerung des Dorfes mehrere Höhen und Tiefen. Sie erreichte ihren Höhepunkt im Jahr 1946. Dann nahm die Bevölkerung des Dorfes aufgrund der Urbanisierung ab. In den letzten Jahren wurden aufgrund der Verbesserung des Straßennetzes und der Bereitstellung von Anreizen neue Wohnungen gebaut, was zu einem Anstieg der Bevölkerung geführt hat.
Die folgende Tabelle zeigt die Bevölkerung von Pera Pedi, wie sie in den in Zypern durchgeführten Volkszählungen erfasst wurde.
| Jahr      | 1881 | 1891 | 1901 | 1911 | 1921 | 1931 | 1946 | 1960 | 1976 | 1982 | 1992 | 2001 | 2011 | 2021 |
| Einwohner | 182  | 206  | 249  | 307  | 347  | 409  | 422  | 281  | 251  | 130  | 84   | 66   | 120  | 141  |

## Sehenswürdigkeiten
In der 1796 erbauten historischen Kirche von Agios Nikolaos (Sankt Nikolaus) sind zwei kleine Statuen vorhanden. Außerdem ist eine Holzkiste erhalten, welche Überreste von San Espiridón, San Neofito und San Felipe enthält.
Ein weiteres wichtiges Gebäude in der Stadt ist die traditionelle Wassermühle, die bis in die 1940er Jahre in Betrieb war und zu einem Denkmal erklärt wurde.

## Persönlichkeiten
- Nicos Anastasiades (* 1946), Politiker und Präsident von Zypern